# Newark Athlete
Newark Athlete ist ein Stummfilm aus dem Jahr 1891 von William K. L. Dickson. Es wird vermutet, dass der Film im Juni des Jahres 1891 aufgenommen wurde. Der Film diente als Experiment für detailnahe Aufnahmen. Für die Filmaufnahme wurde ein 3/4 Inch großes Filmmaterial verwendet.

## Filminhalt

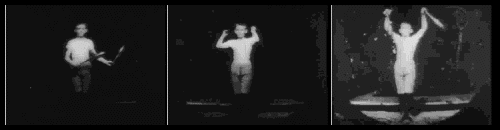
Einige Szenen des Films

Im Film ist ein Athlet zu sehen, der einige Keulen schwingt.

## Hintergrundinformationen
1894 wurde ein Remake des Films mit dem Titel Athlete With Wand gedreht. Der Film ist auch als Club Swinger. No. 1 und Indian Club Swinger bekannt geworden.
Der Film wird in der Sammlung der Library of Congress aufbewahrt, zusätzlich wurde der Film 2010 in das National Film Registry aufgenommen.